# Бликсен, Карен
Баронесса Карен Христина Бликсен-Финеке (дат. Karen Christence Blixen-Finecke; 17 апреля 1885 — 7 сентября 1962) — датская писательница, писавшая на датском и английском языках. На протяжении своей литературной карьеры Бликсен использовала ряд псевдонимов, наиболее известные из которых это Исак Динесен (дат. Isak Dinesen) — для публикаций в англоязычных странах; Таня Бликсен (дат. Tania Blixen) — для немецкоязычных стран; а также Оцеола (дат. Osceola) и Пьер Андрезель (дат. Pierre Andrézel). В период между 1950 и 1962 годами Бликсен девять раз выдвигалась на Нобелевскую премию по литературе, несколько раз входя в шорт-лист премии, но не получила её, согласно датским источникам, из-за опасений Нобелевского комитета, что это будет воспринято как фаворитизм по отношению к скандинавским писателям. 

## Биография
Родилась и выросла в буржуазной писательской семье религиозных унитариев. Отец, капитан в отставке, помещик и писатель-любитель Вильхельм Динесен, покончил с собой в 1895 году, узнав, что болен наследственным сифилисом. Училась истории искусства в Копенгагенской академии художеств, а также в Париже и Риме.
Карен Бликсен начала публиковать статьи об искусстве в журналах и газетах с 1905 года. Как писательница художественных произведений она дебютировала в 1907 году публикацией сказки Eneboerne под псевдонимом Оцеола (кличка собаки её отца). Однако из-за недостатка внимания к её текстам она прекратила тогда писать.
В декабре 1912 года состоялась её помолвка со своим двоюродным братом (братом-близнецом её первой любви), шведским охотником и писателем бароном Брором Фредериком фон Бликсен-Финеке. Замуж за него она вышла 14 января 1914 года, едва сойдя с корабля в Момбасе, когда отправилась в Кению осваивать приобретённую годом ранее кофейную плантацию. Однако вскоре обнаружилось, что супруг заразил её сифилисом. Поскольку для лечения в Африке не было нужных условий, в 1915 году она вернулась в Данию.

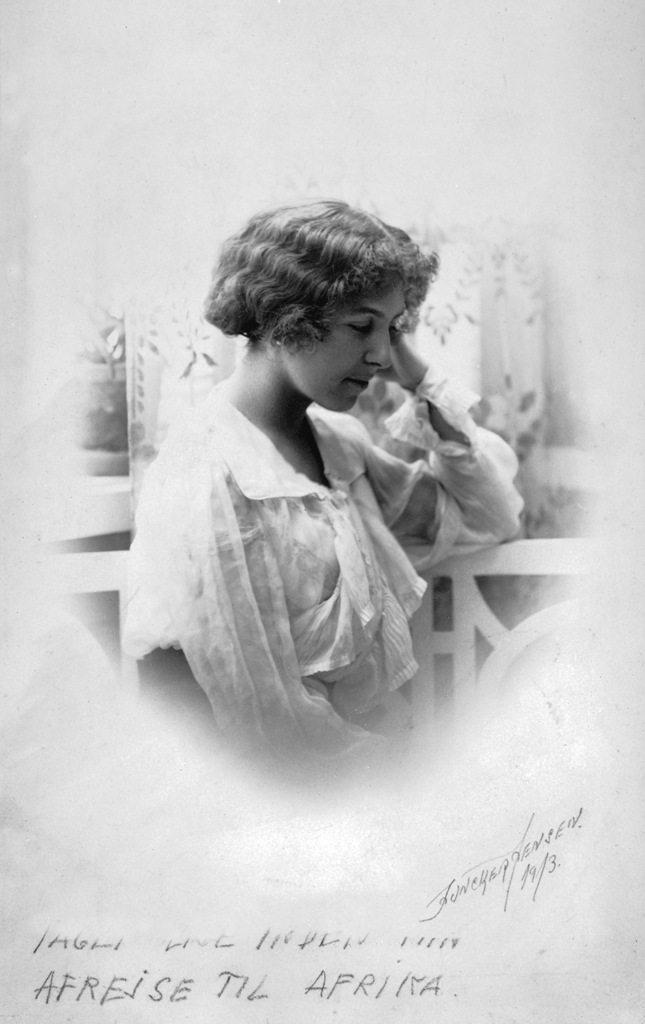
Карен Бликсен в 1913 году

В Африку она вернулась в 1917 году со своим братом Томасом Динесеном, который помогал в ведении хозяйства и прожил вместе с супругами Бликсен до 1923 года. Супруги занимались совместной работой на плантации до 1921 года, после чего они разъехались, а в 1925 году развелись (в том числе из-за катастрофического хозяйствования Брора Бликсена и его супружеской неверности). Впрочем, они и впредь сохраняли дружеские отношения.
Сама Карен осталась в Африке на ферме, временами навещая родных в Дании. В 1926—1931 годах Бликсен сблизилась с пилотом британских ВВС, путешественником и охотником Деннисом Финчем Хаттоном, с которым она познакомилась ещё в 1918 году. Она пережила две неудачные беременности. После гибели Дениса Финча Хаттона в авиакатастрофе (14 мая 1931) и пожара на плантации оставила её.
В июле 1931 года Карен Бликсен навсегда покинула Африку, вернувшись в Европу через Марсель. Дома в Дании Карен, преисполненная ощущения душевной разбитости, целиком посвятила себя литературе. После многочисленных отказов, её сборник «Семь готических рассказов» был принят в 1934 году в печать американским издателем Робертом Хаасом. В 1937 году под псевдонимом Исак Динесен она опубликовала книгу «Из Африки», основанную на её жизни на ферме. В 1985 году по этой книге Сидни Поллаком был снят одноимённый фильм.
После Второй мировой войны дом Бликсен стал центром небольшого литературного салона, который посещали молодые датские писатели и интеллектуалы из числа авторов журнала англ. Heretica. Постепенно Карен Бликсен превратилась в одну из ведущих фигур литературной жизни Дании. В 1959 году Карен Бликсен, несмотря на болезненное состояние, посетила США, где ей оказали триумфальный приём.
Потеряв возможность есть, Карен Бликсен умерла в 1962 году, видимо, от недоедания и истощения.
Район, в котором располагалась плантация Бликсен, получил имя в её честь и стал со временем самым респектабельным и богатым пригородом Найроби, а дом писательницы является одним из самых посещаемых музеев кенийской столицы.

## Творчество
Писала в основном на английском языке, затем переводила свои книги на датский.
Романтико-фантастические новеллы Карен Бликсен — это глубоко религиозные притчи о творческом и счастливом уделе человека, чем бы он ни занимался в обыденной жизни и как бы трагично ни заканчивалась его попытка жить творчеством среди повседневной рутины.

## Признание
С середины 1950-х гг. Бликсен неоднократно получала знаки признания международного литературного сообщества — в 1954, 1957 и 1962 выдвигалась на Нобелевскую премию, дружила с Э. Хемингуэем, Т. Капоте, А. Миллером и М. Монро, Э. Каммингсом, П. Бак, хотя в это время её здоровье резко ухудшилось, она уже не могла ни читать, ни писать. Пригород Найроби, где в 1910—1930-х гг. жила Карен Бликсен, назван теперь её именем, а её прежний дом превращен в музей. Новеллы и другая проза Карен Бликсен неоднократно экранизировались крупными кинорежиссёрами (О. Уэллс, С. Поллак, Г. Аксель), несколько документальных фильмов сняты о ней самой; в биографической телевизионной драме Дитя Люцифера (1995) роль писательницы исполнила Джули Харрис. В честь Бликсен назван астероид 3318.

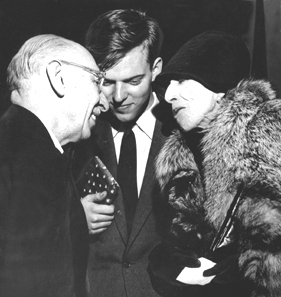
Справа налево: Карен Бликсен, датский математик и музыкант Юрий Москвитин, Игорь Стравинский. Копенгаген, 1957

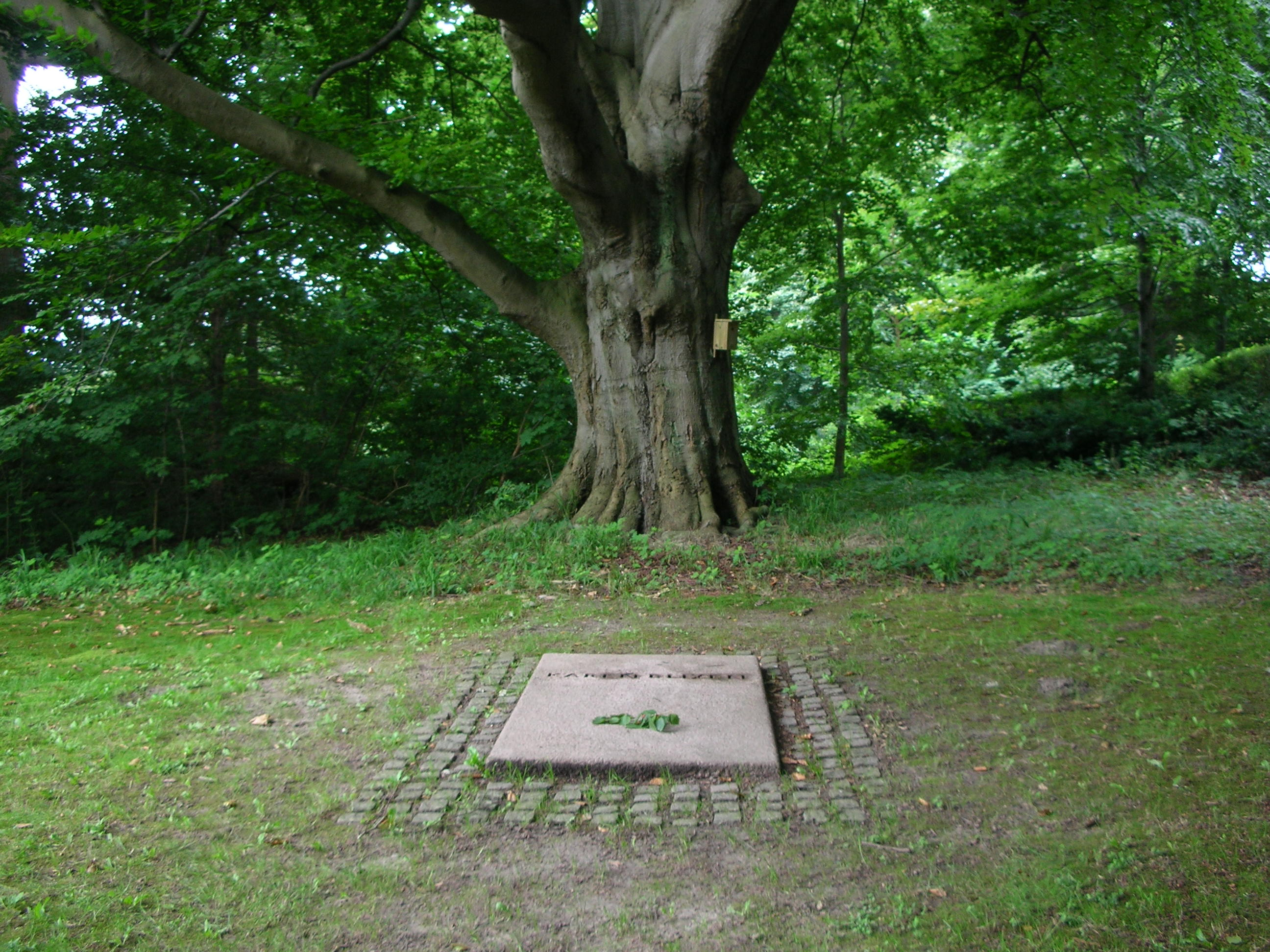
Могила Карен Бликсен в фамильном поместье

## Произведения
- Seven Gothic Tales (1934)
- Out of Africa (1937, автобиографическая проза, экранизир. С.Поллаком, 1985)
- Winter’s Tales (1942).
- The Angelic Avengers (1947, под псевдонимом Пьер Андрезель; роман-притча).
- Last Tales (1957)
- Anecdotes of Destiny (1958)
- Shadows on the Grass (1960).
- Ehrengard (1963, роман, посмертно; экранизирован в 1982).
- Carnival: Entertainments and Posthumous Tales (1977, посмертно).
- Daguerreotypes and Other Essays (1979, посмертно).
- Letters from Africa, 1914—1931 (1981, посмертно).
- Karen Blixen i Danmark: Breve 1931—1962 (1996, посмертно).

## Публикации на русском языке
- Пир Бабетты: Рассказы. М.: Известия, 1990.
- Семь фантастических историй. СПб.: Северо-Запад, 1993 ( (недоступная ссылка)).
- Старый странствующий рыцарь. М.: Терра, 1996.
- Прощай, Африка! СПб.: Лимбус Пресс, 1997.
- Пир Бабетты. М.: Независимая газета, 2002.
- Из Африки. М.: Махаон, 2004